# Dianthus jaczonis
Dianthus jaczonis är en nejlikväxtart som beskrevs av Aschers. Dianthus jaczonis ingår i släktet nejlikor, och familjen nejlikväxter. Inga underarter finns listade i Catalogue of Life.